# Carlos Antúnez González
Carlos Antúnez (Santiago, 30 de diciembre de 1847 - Santiago, 27 de octubre de 1897) fue un político chileno. Se desempeñó como diputado, senador y ministro de Guerra y Marina durante la administración de Domingo Santa María. Además fue ministro del Interior en el gobierno de José Manuel Balmaceda y luego en el de Federico Errázuriz Echaurren.

## Biografía
Hijo de Nemesio Antúnez Garfias y de Eduvigis González Ibieta. Se casó en 1868 con Laura Cazotte Alcalde, con quien tuvo un solo hijo.
Estudió en el Colegio San Ignacio (1856-1858); Seminario Conciliar (1859-1862) y egresó como Bachiller en Humanidades. Completó sus estudios en Francia e Inglaterra, bajo la dirección de Mariano Casanova. 
Militante del Partido Liberal, fue regidor y alcalde de Lontué (1873), donde adquirió conocimientos políticos y jurídicos.
Elegido diputado por Curepto por dos períodos en 1876 y 1879. Diputado por Lontué entre 1879-1882. Nombrado Intendente de Talca (1881), ministro de Guerra y Marina (21 de mayo de 1884) y ministro del Interior (10 de octubre de 1885-1886). Como ministro del Interior de José Manuel Balmaceda, le correspondió afrontar el desastre que significó la epidemia de cólera.
Elegido senador por la provincia de Cachapoal en 1885, cargo que mantuvo hasta 1897. Presidente del Senado en 1887. Ministro plenipotenciario de Chile en Francia (1887-1891).
El presidente Federico Errázuriz Echaurren le nombró ministro del Interior (1896-1897), de Relaciones Exteriores, Culto y Colonización (1896) y de Industria y Obras Públicas (1897).